# Nothaftové

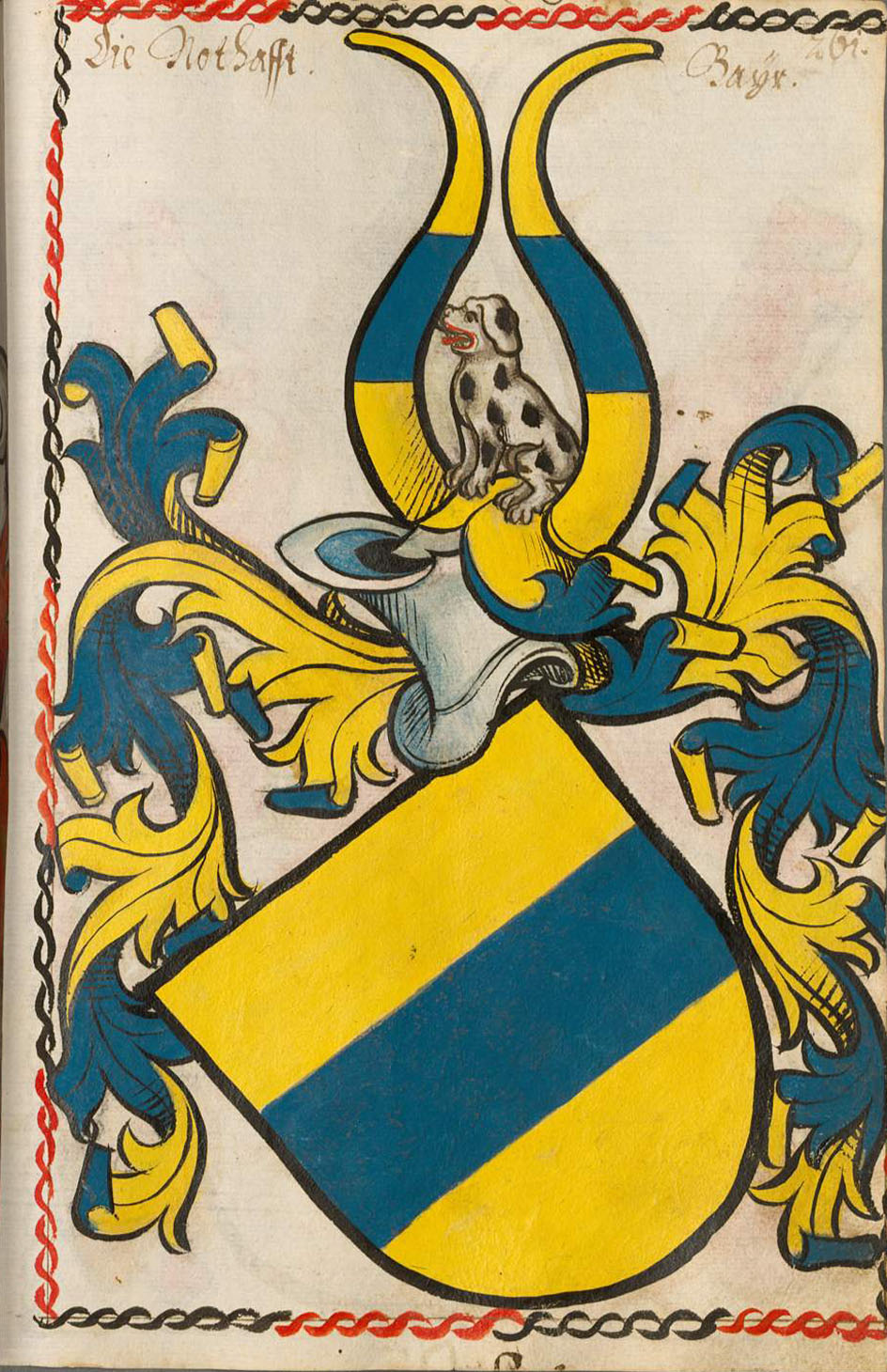
Rodový erb z erbovní knihy bavorské státní knihovny

Nothaftové (německy psáno Notthaft) je název starého bavorského ministeriálního rodu, který je významně spjatý se západními Čechami. Jméno Nothaft (středohornoněmecky nôthaft) znamená chudý, nuzný, tudíž jméno, které nejspíš ukazuje na původ. Protože ministeriálové pocházeli z nesvobodného obyvatelstva, vzešel rod pravděpodobně z nuzných poměrů.

## Historie

### Původ rodu
Podle rodinné legendy je zakladatelem rodu fríský kníže Radipold, který táhnul ve vojsku franského krále Karla Velikého proti Čechům a dostal se do Severní marky, pohraničního území Franské říše.
První doložené písemné zmínky jsou z roku 1140 , kdy je zmiňován Rudolf vnd Eilhulf Nothaft.

### Nothaftové v Čechách
Předpokládá se, že Nothaftové přišli na Chebsko z hradu Pottenstein a za prvního doloženého Nothafta na Chebsku je uváděn Adalbertus de Egre, který v roce 1163 sloužil v posádce chebského hradu.

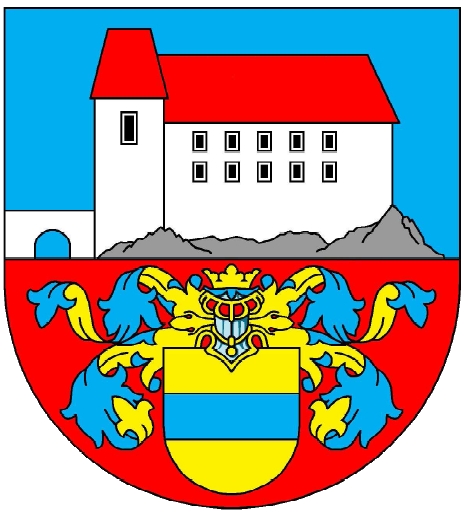
Erb Nothaftů ve znaku města Skalná

Okolo roku 1200 opouštějí Nothaftové chebský hrad a staví si vlastní sídlo, hrad Vildštejn (něm:Wildstejn). V roce 1224 se poprvé rod připomíná v přídomku „Geroldi de Wiltstein“. Albrecht Nothaft, používá predikát „de wilstein“ od roku 1225. Nothaftové postupně osídlují a kolonizují široké okolí hradu. Jejich statky se rozkládaly od Vojtanova na západě po Soos a Povodí na východě, od Plesné na severu až po Cheb na jihu. Ve 2. polovině 13. století se jejich majetky rozšířily o dědictví po významných chebských rodech. Koncem 13. století dědí Engelhard Nothaft z Wildsteina část majetku Hohenbergů a Liebensteinů. Z mnoha listin vyplývá, že se příslušníci rodu pravidelně objevují v okolí panovníka. Je možné, že se zúčastnili křížové výpravy s Fridrichem I. Barbarossou. V průběhu 13. století pronikli za hranice historického Chebska do Čech, kde kolonizovali rozsáhlou oblast okolo dnešního Sokolova.
O jejich příchodu zdroje mlčí a tak se vytvářejí hypotézy. Jednou z možností je, že se do oblasti dostali v období 1182-1193, tedy v době, kdy Sedlecko ovládal Fridrich I. Barbarossa. Je však možné, že panství získal Albrecht Nothaft před rokem 1279 od českého krále Přemysla Otakara II., nebo od Václava I. za prokázané služby, nejspíš vojenské.
V 2. polovině 13. století založili Nothaftové hrad Falkenau, dnešní Sokolov. Prvním známý příslušníkem, který používal přídomek „z Falknova“ („de Valkenawe“) byl Albertus Nothaft. Zhruba během 30 let proběhla postupná kolonizace a ovládnutí českého prostoru v údolí Ohře mezi Loktem a Kynšperkem nad Ohří a značného území ve Slavkovském lese. Zde Nothaftové dokonce těžili cín. K jejich statkům patřilo mnoho vsí a lesů a jejich léna místy hraničila se statky leuchtenberků. Provázanost leuchtenberských a nothaftských lén ukazuje na současně probíhající kolonizaci a na současné získaní statků v oblasti. V 90. letech 13. století Engelhard Nothaft z Wildsteina se svými syny postupně rozprodal a rozdal svůj majetek v oblasti historického Chebska a před rokem 1298 přesídlil na hrad Wernberg, který nejspíš získal jako věno své ženy Adelheid. Následoval rychlý odchod z Chebska, i když přídomek z Wildsteina používali někteří členové rodu až do 30. let 14. století.
Jednotlivé větve rodu sídlily po celém Dolním Bavorsku, do dějin Chebska již nikdy nezasáhly.
Po odchodu wildsteinské větve Nothaftů se do popředí dostali Nothaftové z Falknova, kteří během následujících desetiletí stáli v čele boje chebské šlechty proti vzrůstající moci města Chebu a proti české vládě v zemi. V roce 1310 potvrdil císař Jindřich VII. Lucemburský Albrechtovi Nothaftovi z Falknova dědičné právo na úřad chebského lesmistra. Z Falknova odešli před rokem 1339, podle lenní knihy z téhož roku jim náleželo velké panství zahrnující okolo 100 míst mezi Kynšperkem nad Ohří a Loktem a západně a jižně od Chebu. Na falknovsku však až do 15. století držela část majetků větev Nothaftů z Weissensteinu. Rozsah jejich majetků se však neustále zmenšoval. V lenních knihách z 2. poloviny 15. století to bylo jen asi 20 lokalit a na počátku 16. století je Nothaftové ztrácejí zcela.
Nothaftové patřili k úspěšným rodům na Chebsku a Falknovsku. Jejich význam však nepřekročil regionální hranice, i když v jejich rámci patřili k předním a mocným rodům. Svobodnými pány se však stali až Bavorsku.

### Nothaftové v Bavorsku
Po odchodu z Chebska působili Nothaftové především v Horní Falci a Dolním Bavorsku. Většího významu nabyli Nothaftové z Wernbergu, kteří se stali významným šlechtickým rodem. Jejich hlavním sídlem byl hrad Wernberg u Weidenu. V roce 1367 prodal Heinrich Nothaft svůj hrad a panství Wernberg. Po roce 1413 se jejich hlavním sídlem stal hrad Runding. Nothaftové byli úzce spojeni s vévodským dvorem a často zastávali vysoké zemské úřady. Heinrich Nothaft z Wernbergu byl řezenským purkmistrem a správcem Chamu. Někteří členové rodu byli často správci různých oblastí v Bavorsku. Poskytovali vysoké finanční půjčky bavorským vévodům, což se jim stalo téměř osudným. Obratným hospodařením se však finančnímu krachu ubránili. Stali se svobodnými pány a v roce 1638 dosáhla hlavní větev titulu říšských hrabat. V letech 1676–1758 drželi železnorudské panství, na němž vybudovali zámek. Hlavní větev rodu vymřela po meči Johanem Heinrichem v roce 1734.
Nothaftové z Falknova přesídlili po odchodu z Falknova na nově vystavěný hrad Thierstein. V roce 1340 se poprvé Albrecht Nothaft píše s přídomkem z Thiersteinu. Toto léno mu však bylo dodatečně uděleno až v roce 1343 Ludvíkem Bavorem, protože stavba hradu na císařské půdě byla zahájena bez povolení.
Nothaftové z Weissensteinu se usídlili, neznámo jak, na hradu Weissenstein, který vlastnil od roku 1295 waldsassenský klášter. Z toho vznikl spor, který se vlekl skoro sto let. S přídomkem z Weissensteinu se jako první psal Albrecht Nothaft. Jím založená první větev Nothaftů z Weissensteinu vymřela před rokem 1359 a její majetek zdědil Albrecht Nothaft z Thiersteinu, proti čemuž waldsassenský klášter marně protestoval. Tato větev později sídlila i na několika zámcích v jeho okolí a dosáhla titulu svobodných pánů.